# Sông Cầu (thị xã)
Sông Cầu là một thị xã ven biển nằm ở phía bắc tỉnh Phú Yên, Việt Nam.

## Địa lý
Thị xã Sông Cầu nằm ở phía bắc tỉnh Phú Yên, cách thành phố Tuy Hòa 45 km về phía bắc, có vị trí địa lý:
- Phía đông giáp Biển Đông
- Phía tây giáp huyện Đồng Xuân và huyện Vân Canh, tỉnh Bình Định
- Phía nam giáp huyện Tuy An
- Phía bắc giáp thành phố Quy Nhơn, tỉnh Bình Định.

### Địa hình
Sông Cầu là thị xã nằm ở ven biển cực bắc tỉnh Phú Yên. Đồi núi chiếm đa số, xen kẽ là một số đồng bằng nhỏ. Là địa phương có chiều dài đường bờ biển lớn nhất tỉnh với đường bờ biển dài 89 km được thiên nhiên ưu đãi với nhiều danh thắng như Vịnh Xuân Đài, Đầm Cù Mông. Trên địa bàn còn có một số bán đảo lớn như: Xuân Thịnh, Xuân Hải. Ngoài ra, còn nổi tiếng với nhiều bãi biển đẹp như: Vịnh Hòa, Bãi Tràm, Bãi Bàu,...

### Cơ cấu sử dụng đất
Thị xã Sông Cầu có tổng diện tích: 49.379,7 ha. Trong đó: đất nông nghiệp: 40.717,2 ha; đất phi nông nghiệp: 5.166,5 ha; đất chưa sử dụng: 3.496 ha.

## Hành chính
Thị xã Sông Cầu có 13 đơn vị hành chính cấp xã trực thuộc, bao gồm 4 phường: Xuân Đài, Xuân Phú, Xuân Thành, Xuân Yên và 9 xã: Xuân Bình, Xuân Cảnh, Xuân Hải, Xuân Lâm, Xuân Lộc, Xuân Phương, Xuân Thịnh, Xuân Thọ 1, Xuân Thọ 2.

## Lịch sử
Năm 1611, địa danh Sông Cầu lần đầu tiên được xuất hiện thuộc huyện Đồng Xuân, phủ Trấn Biên.
Chính Quyền Đông Dương Thuộc Pháp từ 1888-1889, tỉnh lỵ Phú Yên đặt tại Vũng Lắm (nay thuộc phường Xuân Đài, thị xã Sông Cầu). Từ 1899-1945 Chính quyền Đông Dương thuộc Pháp lại chuyển, tỉnh lỵ đến tại Long Bình (nay thuộc phường Xuân Phú, thị xã Sông Cầu).
Năm 1954, chính quyền Việt Nam Cộng Hòa thành lập Nha đại diện hành chánh Sông Cầu. Năm 1957, thành lập quận Sông Cầu gồm các xã: Xuân Lộc, Xuân Cảnh, Xuân Thịnh, Xuân Phương, Xuân Thọ tách ra từ quận Đồng Xuân.
Sau năm 1975, quận Sông Cầu sáp nhập với quận Đồng Xuân thành huyện Đồng Xuân, tỉnh Phú Khánh.
Tháng 3 năm 1977, huyện Đồng Xuân và huyện Tuy An được nhập lại thành huyện Xuân An, Tuy nhiên đến tháng 9 năm 1978, lại tách ra thành hai huyện Tuy An và Đồng Xuân.
Ngày 27 tháng 6 năm 1985, huyện Đồng Xuân lại chia tách thành hai huyện Đồng Xuân và Sông Cầu.
Khi mới tách ra, huyện Sông Cầu có thị trấn Sông Cầu và 9 xã: Xuân Bình, Xuân Cảnh, Xuân Hải, Xuân Hòa, Xuân Lộc, Xuân Phương, Xuân Thịnh, Xuân Thọ 1 và Xuân Thọ 2.
Tháng 7 năm 1989, tỉnh Phú Khánh cũ chia lại thành hai tỉnh Phú Yên và Khánh Hòa. Huyện Sông Cầu thuộc tỉnh Phú Yên vừa được tái lập.
Ngày 16 tháng 5 năm 2005, thành lập xã Xuân Lâm trên cơ sở điều chỉnh 13.038 ha diện tích tự nhiên và 4.003 người của thị trấn Sông Cầu.
Ngày 4 tháng 4 năm 2008, Bộ Xây dựng ban hành Quyết định số 502/QĐ-BXD về việc công nhận thị trấn Sông Cầu là đô thị loại IV.
Đến cuối năm 2008, huyện Sông Cầu có thị trấn Sông Cầu (huyện lỵ) và 10 xã: Xuân Bình, Xuân Cảnh, Xuân Hải, Xuân Hòa, Xuân Lâm, Xuân Lộc, Xuân Phương, Xuân Thịnh, Xuân Thọ 1 và Xuân Thọ 2.
Ngày 27 tháng 8 năm 2009, Chính phủ ban hành Nghị quyết 42/NQ-CP. Theo đó:
- Thành lập thị xã Sông Cầu trên cơ sở toàn bộ diện tích và dân số của huyện Sông Cầu.
- Thành lập phường Xuân Yên trên cơ sở điều chỉnh 229,34 ha diện tích tự nhiên và 668 người của xã Xuân Phương; 273,01 ha diện tích tự nhiên và 5.201 người của thị trấn Sông Cầu.
- Thành lập phường Xuân Phú trên cơ sở điều chỉnh 1.116,61 ha diện tích tự nhiên và 8.324 người của thị trấn Sông Cầu.
- Thành lập phường Xuân Thành trên cơ sở điều chỉnh 163,00 ha diện tích tự nhiên và 6,047 người còn lại của thị trấn Sông Cầu; 365,57 ha diện tích tự nhiên và 3.074 người của xã Xuân Thọ 1; 9,08 ha diện tích tự nhiên và 120 người của xã Xuân Lâm.
- Thành lập phường Xuân Đài trên cơ sở điều chỉnh 418,57 ha diện tích tự nhiên và 3.145 người của xã Xuân Thọ 1; 643,30 ha diện tích tự nhiên và 5.858 người của xã Xuân Thọ 2.

Sau khi thành lập, thị xã Sông Cầu có 48.928,48 ha diện tích tự nhiên và 101.521 người với 14 đơn vị hành chính trực thuộc, gồm 4 phường và 10 xã.
Ngày 4 tháng 3 năm 2019, Bộ Xây dựng ban hành Quyết định số 134/QĐ-BXD về việc công nhận thị xã Sông Cầu là đô thị loại III.
Ngày 21 tháng 11 năm 2019, Ủy ban Thường vụ Quốc hội ban hành Nghị quyết số 817/NQ-UBTVQH14 về việc sắp xếp các đơn vị hành chính cấp xã thuộc tỉnh Phú Yên (nghị quyết có hiệu lực từ ngày 1 tháng 1 năm 2020). Theo đó, sáp nhập toàn bộ diện tích và dân số của xã Xuân Hòa vào xã Xuân Cảnh.
Thị xã Sông Cầu có 4 phường và 9 xã như hiện nay.

## Kinh tế
Khu công nghiệp Đông Bắc Sông Cầu nằm ở xã Xuân Hải, được triển khai từ tháng 2 năm 2002 với tổng diện tích 315,8 ha, KCN ĐBSC 2 và 3 đang mở rộng thu hút đầu tư.
Khu đô thị: Hiện nay, thị xã Sông Cầu đang triển khai đầu tư xây dựng khu đô thị Vịnh Xuân Đài nằm trên địa bàn phường Xuân Phú.

## Dân số
Thị xã Sông Cầu có diện tích 492,8 km², dân số năm 2020 là 120.780 người, mật độ dân số đạt 245 người/km².
Thị xã Sông Cầu có diện tích 493,83 km², dân số thường trú năm 2022 là 99.805 người, mật độ dân số đạt 202 người/km².
Thị xã Sông Cầu có diện tích 493,83 km², dân số quy đổi tính đến ngày 31/12/2023 là 150.024 người, mật độ dân số đạt 303 người/km².

## Văn hóa

### Ẩm thực
Sông Cầu có rất nhiều dừa, và các sản phẩm từ dừa cũng phong phú: bánh su sê, cháo nước dừa, gà hầm nước dừa, xôi dừa, mứt dừa, bánh hỏi lòng heo,... Ngoài ra còn có món đuông dừa chiên, người ta bắt con đuông còn non (thời kỳ con đuông đang làm nhộng) đem chiên bột sau khi rửa sạch và tẩm gia vị.

### Lễ hội
Sông Cầu có nhiều lễ hội tiêu biểu mang đậm bản sắc văn hoá địa phương như: Lễ hội cầu ngư tổ chức vào tháng 5 đến tháng 6 âm lịch hằng năm ở các xã Xuân Hải, Xuân Cảnh, Xuân Thịnh, phường Xuân Thành.
Lễ hội Sông nước Tam Giang được tổ chức vào mồng 5 và mồng 6 tháng Giêng (Âm lịch). Trong đó được chú ý nhất là cuộc đua thuyền.

## Du lịch
Thị xã Sông Cầu có tiềm năng du lịch rất lớn, với nhiều bãi biển đẹp dọc theo quốc lộ 1 và quốc lộ 1D. Chủ yếu vẫn là các bãi tắm, khu du lịch sinh thái, và mang tính chất tự nhiên và hoang sơ. Các bãi tắm đang được khai thác như: Bãi Bàu, Bãi Bàng, Trùng Dương, Bãi Rạng dọc theo quốc lộ 1D. Khu nghỉ dưỡng du lịch Bãi Tràm, Bãi Nồm, khu du lịch Hoà Lợi và Hoa Lan (nằm trên địa bàn xã Xuân Cảnh), Vịnh Hoà (Xuân Thịnh).
Một số điểm du lịch ở thị xã Sông Cầu:
- Vịnh Xuân Đài
- Đầm Cù Mông
- Bãi Bàng - Bãi Bàu - Bãi Nhổm - Bãi Rạng
- Bãi biển Từ Nham
- Bãi Nồm
- Vịnh Hoà
- Hồ Xuân Bình
- Suối Bình Ninh
- Bãi Tràm
- Bãi Chõ.

## Giao thông
Các tuyến đường chạy qua thị xã Sông Cầu:
- Quốc lộ 1 nối với thành phố Quy Nhơn (Bình Định) và huyện Tuy An, đi qua 12 xã phường: Xuân Lộc, Xuân Bình, Xuân Cảnh, Xuân Thịnh, Xuân Phương, Xuân Yên, Xuân Phú, Xuân Thành, Xuân Lâm, Xuân Đài, Xuân Thọ 1, Xuân Thọ 2.
- Quốc lộ 1D nối với thành phố Quy Nhơn (Bình Định), đi qua 2 xã: Xuân Hải, Xuân Cảnh.
- Biển số xe: 78U1 - XXXX (4 số), 78D1 - XXX.XX (5 số).

Đây cũng là địa phương có dự án Đường cao tốc Quy Nhơn – Chí Thạnh đi qua đang được đầu tư xây dựng.